# Шнідейох
Шнідейох (нім. Schnidejoch) — це стежка для мулів і гірський перевал у масиві Вільдгорн у західних Бернських Альпах висотою 2756 м над рівнем моря, який перетинає хребет, що з'єднує гори Шнідегорн (2937 м) та Вільдгорн (3250 м) і використовується з періоду неоліту на шляху між озером Лак де Цеузьє (кантон Вале) та населеними пунктами Лауенен / Гштаад (кантон Берн) у Бернських Альпах.

## Археологічний об'єкт

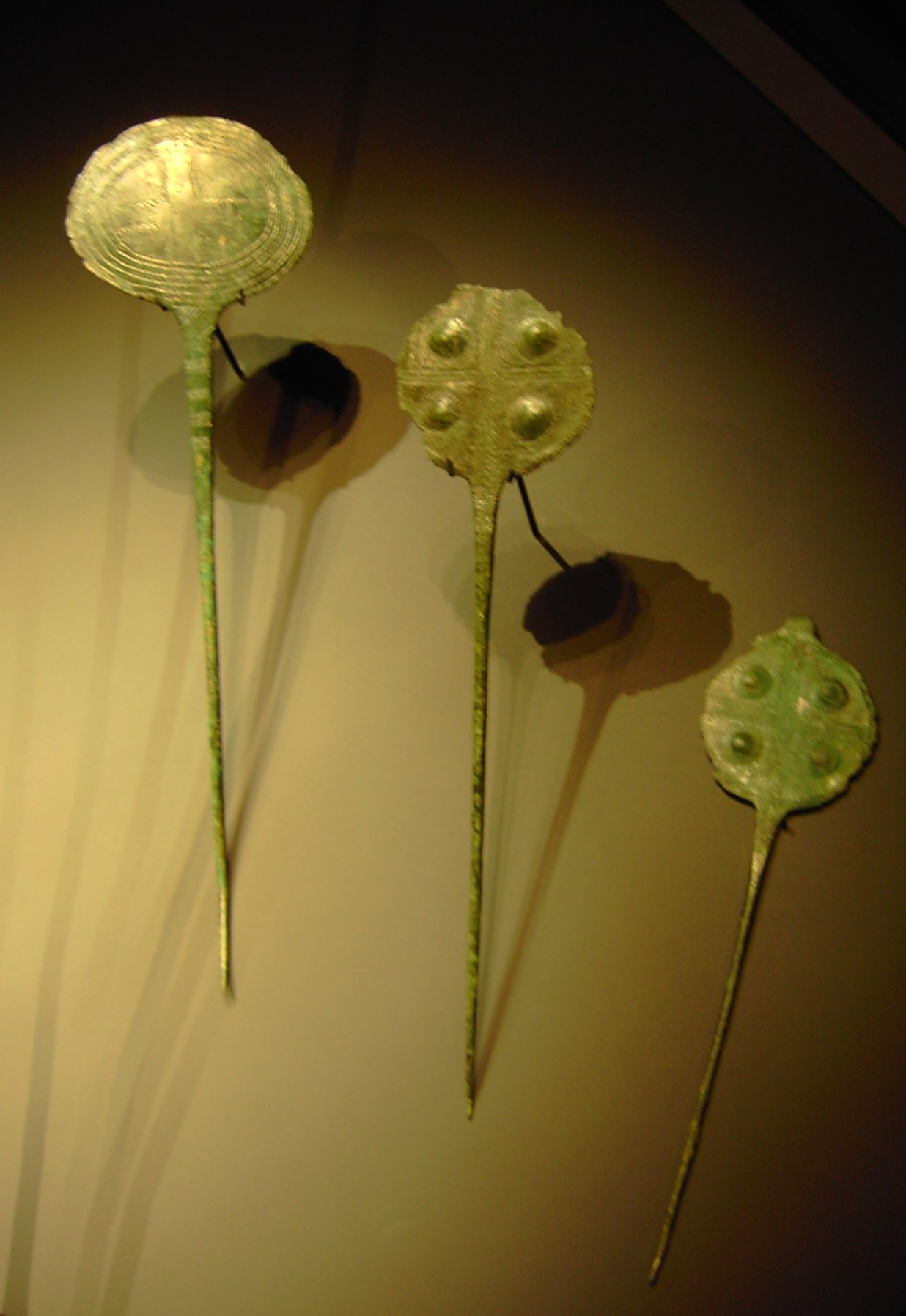
Голки з дисковими головками.

У високих горах Європи гірських хребет Шнідейох вважається одним із найважливіших археологічних об'єктів: починаючи зі спекотного літа 2003 року під танучою кригою було виявлено численні окремі знахідки, найдавнішим з яких понад 6500 років і які належали неолітичним мисливцям і збирачам.
Про останні археологічні знахідки було оголошено 21 серпня 2008 року на міжнародній конференції археологів і кліматологів у Берні: експерти з Бернського університету оголосили, що 46 неолітичних знахідок були вивчені і датовані технічним університетом «ETH Zurich» Цюриха приблизно на 1500 років старше за допомогою радіовуглецевого датування, ніж раніше вважалося. Одяг зі шкіри та текстильні луб'яні волокна, сагайдак і стріли є найдавнішими знахідками такого роду в Альпах, і тому вони приблизно на 1000 років старші за мумію Етці, яка була знайдена в Ецтальських Альпах у 1991 році.

## Розташування
Перевал розташований на гірському сідлі між горами Шнідегорн і Вільдгорн, у прикордонній зоні швейцарських кантонів Берн і Вале, приблизно за 8 кілометрів по прямій від містечка Лауенена (що на північному заході) і приблизно за 15 кілометрів по прямій від міста Сьйона (на півдні). Гірський притулок «Вілдгорнгютт» (нім. Wildhornhütte) розташований на висоті 2303 м та за один кілометрі на північ від перевалу, є проміжною зупинкою для різноманітних гірських турів.

## Історія
Доведено, що Шнідейох служив перевалом з часів неоліту. З початку 3-го тисячоліття до н. е. і приблизно до 1750 року до н. е. В цей період клімат був відносно м'яким, з літніми температурами, ймовірно, на 0,5 — максимум на 2 °C вищими, ніж у середині 2000-х років, і пов'язаними з цим погодними умовами. Знахідки показують, що льодовики тимчасово відступили настільки, що люди могли перетинати високий гірський перевал, принаймні влітку. Ще одна зміна клімату в сторону похолодання і з нею наступ льодовиків відбулася приблизно в 850 році до н. е. і тривала до 150 р. до н. е. Тривала тепла фаза знову почалася близько 15 року до н. е. Це потепління тривало до 400 року нашої ери, після чого знову наступила холодна фаза, яка, ймовірно, завадила перетину перевалу людьми.

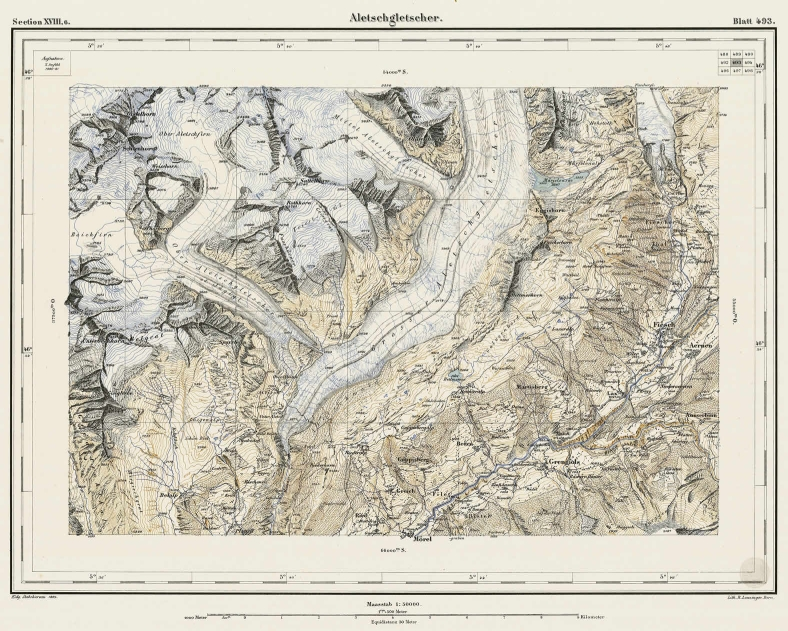
Область навколо льодовика Алеч на атласі Зігфріда (1882)

Фрагменти взуття, знайдені на Шнідейоху, доводять, що його знову використовували для переходу під час середньовічного теплого періоду в 14 і 15 століттях н. е. У 16 столітті наступ льодовика знову закрив перевал під час Малого льодовикового періоду. Аркуш 472 топографічної карти Швейцарії, так званий атлас Зігфріда, показує у виданні 1882 року, що наприкінці «малого льодовикового періоду» (1550—1850) льодовик простягався далеко за межі перевалу Шнідейоха на південь, унеможливлюючи його перетин. Найновіші людські останки на Шнідейоху датуються першою половиною 20-го століття, і лише швидкий відступ льодовиків за останні два десятиліття знову зробив можливим перетин перевалу, який звільнився від льоду. Той факт, що шкіра пізнього неоліту зберігалася у залишках льодовика Тунгель до 2003 року, означає, що льодовий покрив на перевалі Шнідейох зараз найменший, за останні 5000 років.

## Археологічні та кліматологічні дослідження
Спекотного літа 2003 року тануче льодове поле на Шнідейоху виявило доісторичний і ранній історичний одяг і спорядження. Знахідки свідчать про забутий перехід через перевал і роблять значний внесок у дослідження історії клімату.
Шнідейох став відомим у всьому світі після того, як 17 вересня 2003 року подружжя з Туна знайшли вражаючий об'єкт, зроблений з березової кори, приблизно за 200 метрів нижче перевалу Шнідейох, і передали його Бернському історичному музею та Археологічній службі кантону Берн (ADB) для огляду та дослідження. Експерти визнали знахідку фрагментом колчана для стріл: початкове радіовуглецеве датування (C14) показало вік близько 5000 років. Археологічна служба почала поглиблене дослідження цієї території влітку 2004 і 2005 років через дивовижний вік окремих знахідок. У танучому крижаному полі та його околицях археологи змогли виявити близько 400 об'єктів або фрагментів 6500-річної історії людства. Примітно, що в льоду збереглися як дерев'яні знахідки, так і перехідні органічні матеріали. Залишки шкіри та текстилю були виявлені або безпосередньо на крайці льоду, або на невеликій відстані від нього. Однак більш міцні кістки та деревина були знайдені на більш широкій території разом із невеликими залізними цвяхами з римських каліг (сандалій), а також окремими знахідками бронзової доби та періоду XIV—XV століть.[5]
Це відкриття має таке ж значення як і Етці для археології та кліматології. «Звичайно, Ötzi є більш сенсаційним», — сказав Пітер Сутер, керівник відділу доісторії та ранньої історії в Археологічній службі Берну, під час інтерв'ю в листопаді 2005 року. — «Але ці знахідки кількох століть є принаймні такими ж важливими для історичних досліджень», тому що вони представляють не лише знімок, а скоріше документують хронологічну послідовність заселення та історію клімату в Центральних Альпах.
Вважається, що територія навколо льодового поля на перевалі Шнідейох була ретельно досліджена, і більшість знахідок виявлено. Незрозуміло, чи очікують подальші відкриття нових знахідок у все ще замерзлому центрі невеликого льодовика або вздовж стежки мулів.

## Висновки
Численні крижані знахідки, вивільнені з льоду з 2003 року, походять як з доісторичних, так і з ранніх історичних часів. Вони вважаються унікальними, тому що проливають нове світло на культурно-історичний розвиток Альп і доводять, що люди активно використовували, забутий в сучасності, за сприятливих кліматичних часів перевал, для переходу з Бернського високогір'я на сучасну територію кантону Вале. Органічні знахідки особливо цінні: вони проіснували тисячі років, оскільки, як і мумія гори Сімілаун, вони дуже швидко піддалися консервації снігом та льодом та були знайдені одночасно з таненням крижаного поля.

### Період неоліту

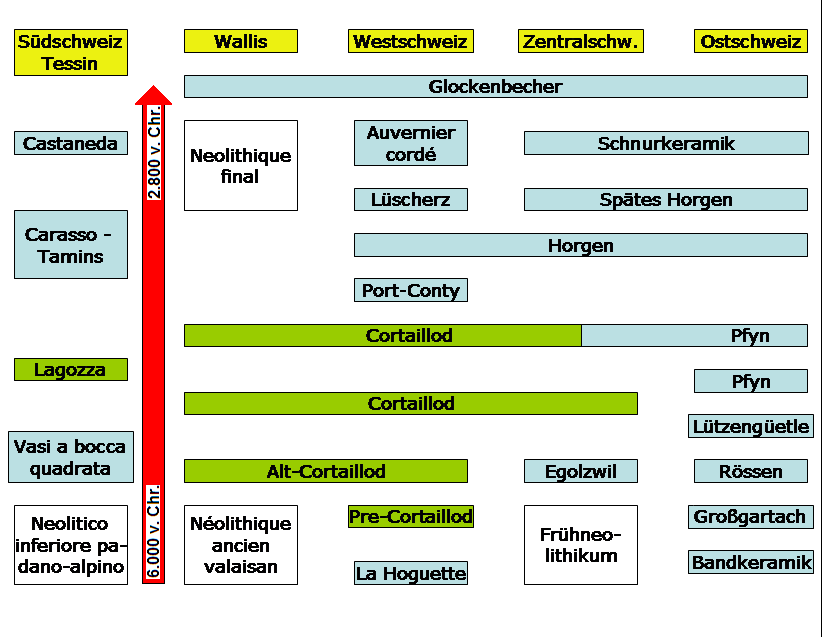
Культурна спадкоємність у Швейцарії

Археологічна служба кантону Берн виявила велику кількість розкиданих залишків одягу та спорядження. Це поступово призвело до виявлення майже повного спорядження неолітичних мисливців, яке, на відміну від Етці, не можна однозначно приписати одній людині. Тим не менш, все ще існують оптимістичні припущення про існування в залишках цього льодовика мумії, яку передчасно назвали «Шніді»; Однак таке везіння вважається малоймовірним.
Згідно з першим дослідженням 2004—2005 років, близько половини всіх об'єктів, датованих радіовуглецевим методом (C14), походять з періоду між 2900 і 2600 роками до н. е. (Люшерц/шнурова кераміка); Згідно з аналізом, опублікованим 21 серпня 2008 року, 46 знахідок були датовані приблизно 4500 роком до нашої ери.

#### Сагайдак, лук та стріли
До найдавніших знахідок можна віднести згаданий уламок березового сагайдака, смужку кори, знайдену в 2004 році, яка слугувала захистом для сагайдака, і два крем'яні наконечники стріл, які застрягли в нижній частині сагайдака. Ще одна знахідка — лук із тисового дерева довжиною 160 сантиметрів та уламки трьох стріл з деревини калини довжиною близько 80 сантиметрів, які могли належати до сагайдака. Туристична група з Вісбадена знайшла лук і фрагмент стріли 19 вересня 2003 року; учасник цієї групи передав знахідки, які вони привезли додому, археологічній службі в Берні приблизно через два роки після перших повідомлень у пресі про знахідки перевалу Шнідейох.

#### Шкіряні знахідки
Кілька більших і менших фрагментів шкіри та ремінців, ймовірно, походять від чотирьох різних черевиків новокам'яної доби. Найкраще збережений фрагмент дозволив реконструювати просте взуття, ймовірно, вирізане зі свіжої шкіри тварини прямо на нозі власника. Маркіта Фолькен з Департаменту взуттєвої науки та історичного шкіряного виробництва в Лозанні зібрала окремі шкіряні клаптики під мікроскопом, намалювала модель взуття та виготовила згадану вище копію. У відділі також відреставровано фрагменти шкіряних частин римських сандалій та підошви середньовічного взуття.
Непомітний, зім'ятий шматок шкіри виявився фрагментом штанів розміром 70 см × 60 см, з поздовжнім швом і латкою; ниткою служив липовий луб. У захищених складках штанини були виявлені дрібні частинки, можливо, людської шкіри, але аналіз ДНК цього не підтвердив. Спеціалізоване бюро Лозанни також перевірило ці залишки шкіри та було вражене якістю обробленої шкіри тварин. Зараз робляться спроби імітувати техніку дублення кам'яного віку (Експериментальна археологія) і з'ясувати, які техніки та інструменти використовувалися для обробки шкур. За розміром пор можна визначити тварину, з якої походить шкіра, що спочатку не призвело до чіткого діагнозу для штанів: коза чи вівця. Анжела Шлумбаум, палеогенетик з Базельського інституту доісторичної та наукової археології, потім проаналізувала шматок шкіряних штанів розміром приблизно з ніготь великого пальця, щоб визначити послідовність генетичного матеріалу — пошкодженого дубленням і який зазвичай розпадався на фрагменти після такого тривалого руйнування — був важким для аналізу ДНК. Результат аналізу був несподіваним у кількох аспектах: зразок можна чітко віднести до певної породи кіз, яка зараз широко поширена в Азії та, ймовірно, також була поширена на території Швейцарії в період неоліту.

#### Залишки хутра
Дослідники виявили, що два шматки хутра важко класифікувати: попередній огляд за допомогою сканувальної зондової мікроскопії вказав на родину коневих; коня чи віслюка, але корову також не можна було виключити. Якщо аналіз ДНК підтвердить, що це справді однокопитні, це, ймовірно, буде доказом ранньої форми одомашнення тварин.

### Бронзовий вік

#### Окремі знахідки
Фахівці трактують дерев'яний предмет, зшитий з кількох частин, як так звану скриньку ранньої бронзи. Надзвичайно поширеними були скручені гілки та уламки прутів, а також кільця з прутів різної товщини, які були частиною зв'язок, за допомогою яких утримували вантажі та/або прив'язували до тулубу тварин. Це вказує на торгові зв'язки або регулярне транспортування товарів через Альпи. Різні луб'яні плетіння, ймовірно, були елементами одягу. Особливо цікавим є фрагмент плаща, подібного до того, який носила мумія Етці, яка була знайдена в 1991 році у льодовику на схилах гори Сімілаун.

#### Торговий шлях через Альпи
Внаслідок м'якого клімату між початком 3-го тисячоліття до н. е. і 1750 роком до н. е. перехід через Шнідейох був прохідним принаймні влітку і разом із перевалом Сімплон (2006 м над р. м.) є найкоротшим сполученням між Північною Італією та Бернським Оберландом. Для бернських експертів велика кількість знахідок цієї культурної епохи свідчить про інтенсивний рух транспорту цим шляхом в той час.
Могили ранньої бронзової доби в долині Рони та регіоні навколо озера Тун вказують на прямий зв'язок між територією сучасного кантону Вале та Бернськими високогір'ями. Знахідка бронзової шпильки з дисковою головкою, прикрашеної тонкими врізними лініями (23 см завдовжки) з періоду між 2000 і 1750 роками до н. е. підтверджує це припущення: подібні шпильки для одягу також були знайдені в могилах в Айєні на південному схилі Шнідейоха, а також в Сайоні (приблизно 1600 р. до н. е.) і булавка з дисковою головкою в громаді Бе, яка датується тим самим періодом і в основному ідентична одній із знайдених на Шнідейосі.
Ці прикрашені шпильки, відомі як «шпильки-соняшники» (англ. Sunflower Pins), з'явилися в Ірландії між 1000 і 600 роками до н. е.

### Римська епоха

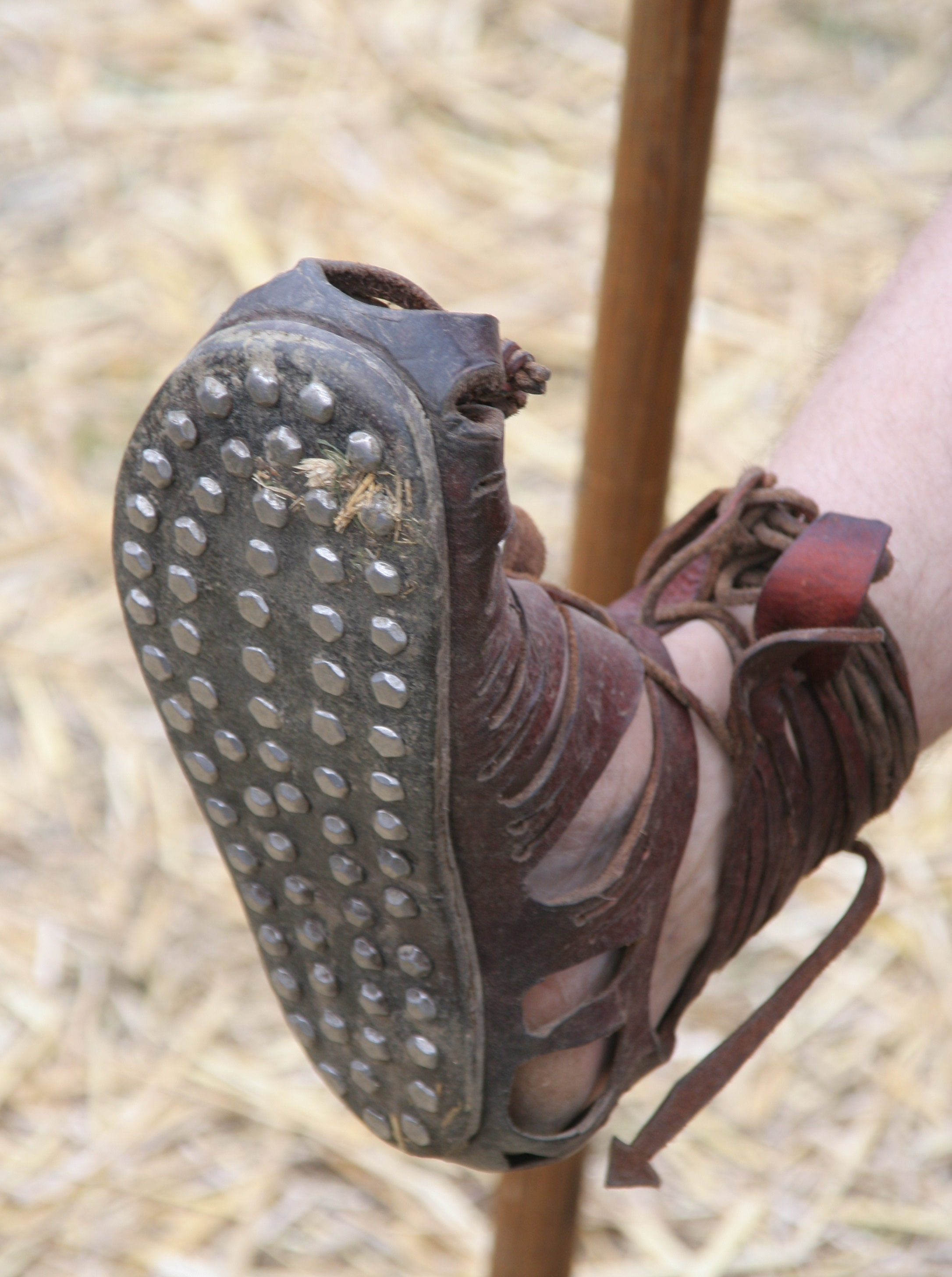
Прибита підошва каліги (сандалії)

#### Окремі знахідки
Фрагмент білої овечої вовни, близько п'яти сантиметрів завширшки, який, ймовірно, належав до пояса римської туніки, датується кінцем I-го століття до н. е. — початком I-го століття н. е. Якість вовни відповідає сучасним виробам з мериносових овець.
Археологічна служба також знайшла римську брошку кінця І-го — початку ІІ-го століття нашої ери. На льодовому полі та його околицях було знайдено близько 100 взуттєвих цвяхів уздовж ймовірної стежки для мулів, які були втрачені при переході через перевал і належали римським калігатам («римські солдати які носили каліги» (сандалії), або погоничам, які перевозили вантажі через гори на спинах в'ючних тварин, а також фрагмент взуття останньої третини І-го ст. нашої ери.

#### Знахідки інших місць
Римські знахідки свідчать про інтенсивне використання перевалу, одного з найкоротших шляхів з Північної Італії на Швейцарське плато. З 1980-х років на західному березі озера Іффіґзеє на висоті 2065 м над рівнем моря працює «Мансіо» (римський заїжджий двір). Сусідні з ним місця було досліджено частково. Звідси шлях від Шнідейоха до долини верхів'я Рони можна подолати за день пішої ходьби. Сестерцій римського імператора Коммода (187/188), знайдений у 1941 році, походить з околиць гірського притулку Вільдгорнгютте, приблизно на півдорозі між Іффіґзеє та Шнідейохом. Срібна монета (денарій) часів імператора Каракалли (201—206) свідчить про те, що перехід через перевал Шнідейох, ймовірно, був ще доступним на початку III-го століття нашої ери.

### Середньовіччя
Фрагменти підошви середньовічного взуття зі шкіри датуються XIV-XV століттям.

## Виставка артефактів
З 3 по 26 жовтня 2014 року в Бернському історичному музеї експонувались артефакти, знайдені на Шнідейоху, в рамках тимчасової виставки «Мешканці паль — на воді та над Альпами». Спорядження мисливця Шнідейоха, яке було відреставровано або доповнено копіями, було родзинкою виставки, яка нараховувала 460 експонатів.